# Richard Wallensten
Richard Theodor Wallensten, född 1 februari 1945 i Oscars församling i Stockholm, är en svensk läkare.
Richard Wallensten är son till Sten Wallensten och Ulla Edlind samt systerson till Göran Edlind. Efter studentexamen fortsatte han studera vid Karolinska Institutet, där han blev medicine kandidat 1965 och medicine licentiat 1970. Han fick sin läkarlegitimation samma år, tjänstgjorde vid Sankt Görans sjukhus och blev specialist i kirurgi och ortopedisk kirurgi. Han disputerade vid Karolinska Institutet 1983, utnämndes till docent och har arbetat som överläkare vid Karolinska Universitetssjukhuset. Han har också författat en rad medicinska skrifter.
Han var gift 1969–1978 med Kerstin Uvnäs Moberg (född 1944), 1978–1988 med konservator Caroline Wachtmeister (född 1944) och sedan 2000 med Ulla-Lena Norman (född 1946). Bland barnen märks epidemiologen Anders Wallensten (född 1974) och filmfotografen Adam Wallensten (född 1981).